# Samanidska dinastija
Samanidska Monarhija (perz. سامانیان; Sāmānijān) je naziv za iransko državo, ki se je v 9. in 10. stoletju razprostirala na območju Velikega Irana in Centralne Azije. Samanidska dinastija je imenovana po Saman Khudi, zaratustrskem plemiču, ki se je spreobrnil v sunitski islam in skupaj s Tahiridi velja za prvo avtohtono iransko dinastijo po muslimanskem osvajanju Perzije in iranske planote v 7. stoletju. 
Samanidi veljajo tudi za potomce sasanidskega vladarja Bahrama Čobina in dinastije Mihran, ene od sedmih znanih iranskih plemiških hiš. Samanidi so svojo politično upravo oblikovali po vzoru Abasidskega kalifata, njihova prestolnica pa je bila v Balhu, Buhari, Samarkandu in Heratu. Njihov politični vpliv se je še bolj povečal, potem ko so leta 900 uspešno osvojili sosednjo iransko Safaridsko monarhijo in so se obdržali natanko sto let, ko je bila z uporom ustanovljena Gaznavidska monarhija. 
Samanidsko obdobje se spominjamo predvsem po bogati umetniški in znanstveni zapuščini: mesto Buhara je bilo po velikosti in slavi enakovredno Bagdadu, samanidski vladarji so spodbujali uporabo perzijskega jezika, med najpomembnejšimi učenjaki iz tistega obdobja pa sta bila Rudaki in Avicena.

## Samanidski vladarji
| Buhara                                                                               | Samarkand | Fergana                                        | Taškent                                        | Herat                                                |
| ------------------------------------------------------------------------------------ | --- | ---------------------------------------------- | ---------------------------------------------- | ---------------------------------------------------- |
|                                                                                      | Saman Khuda perzijsko سامان خدا (Perzijski posestnik iz vasi Saman v provinci Balh v severnem Afganistanu je prispel v Merv na dvor omajadskega guvernerja Horasana, Asada ibn Abdallaha al-Kasrija, pod čigar vplivom je postal musliman in guvernerju služil do svoje smrti. Bil je ustanovitelj samanidske dinastije.) |                                                |                                                |                                                      |
|                                                                                      | Asad ibn Saman perzijsko اسد بن سامان |                                                |                                                |                                                      |
|                                                                                      | Nuh ibn Asad perzijsko نوح بن اسد 819–841/2 | Ahmad ibn Asad perzijsko احمد بن اسد 819–864/5 | Yahya ibn Asad perzijsko یحییٰ بن اسد 819–855   | Ilyas ibn Asad perzijsko الیاس بن اسد 819–856        |
|                                                                                      | Ahmad ibn Asad perzijsko احمد بن اسد 819–864/5 | Ahmad ibn Asad perzijsko احمد بن اسد 819–864/5 | Ahmad ibn Asad perzijsko احمد بن اسد 819–864/5 | Ibrahim ibn Ilyas perzijsko ابراهیم بن الیاس 856–867 |
| Isma'il ibn Ahmad perzijsko ابو ابراهیم اسماعیل بن احمد 892–907                      | Nasr I perzijsko نصر بن احمد 864–892 | Nasr I perzijsko نصر بن احمد 864–892           | Ya'qub ibn Ahmad perzijsko یعقوب بن احمد ?     | Safaridska dinastija                                 |
| Isma'il ibn Ahmad perzijsko ابو ابراهیم اسماعیل بن احمد 892–907                      | |                                                |                                                |                                                      |
| Ahmad Samani perzijsko احمد بن اسماعیل 907–914                                       | |                                                |                                                |                                                      |
| Nasr II perzijsko ابوالحسن نصر بن احمد 914–943                                       | |                                                |                                                |                                                      |
| Nuh I perzijsko نوح بن نصر 943–954                                                   | |                                                |                                                |                                                      |
| Ibrahim ibn Ahmad perzijsko ابراهیم بن احمد 947                                      | |                                                |                                                |                                                      |
| Abd al-Malik I (Samanidski emir) perzijsko عبدالملک بن نوح 954–961                   | |                                                |                                                |                                                      |
| Mansur I (Abu Salih Mansur) ibn Nuh I perzijsko ابو صالح منصور بن نوح 961–976        | |                                                |                                                |                                                      |
| Nuh II (Nuh ibn Mansur) perzijsko نوح بن منصور 976–997                               | |                                                |                                                |                                                      |
| Abd al-Aziz ibn Nuh perzijsko عبدالعزیز 992                                          | |                                                |                                                |                                                      |
| Mansur II (Abu'l-Harith Mansur ibn Nuh II) perzijsko ابو الحارث منصور بن نوح 997–999 | |                                                |                                                |                                                      |
| Abd al-Malik II (Samanidski emir) perzijsko عبدالمالک بن نوح 999                     | |                                                |                                                |                                                      |
| Isma'il Muntasir ibn Nuh II perzijsko اسماعیل منتصر بن نوح 1000 – 1005               | |                                                |                                                |                                                      |
| ?                                                                                    | |                                                |                                                |                                                      |